# Nazionale femminile under 19 di calcio della Svizzera
La Nazionale Under-19 di calcio femminile della Svizzera è la rappresentativa calcistica femminile internazionale della Svizzera formata da giocatrici al di sotto dei 19 anni, gestita dalla federazione calcistica della Svizzera (Associazione Svizzera di Football, Association Suisse de Football, Schweizerischer Fussballverband, Associaziun Svizra da Ballape - ASF-SFV).
Come membro dell'Union of European Football Associations (UEFA) partecipa a vari tornei di calcio giovanili internazionali riservati alla categoria, come al Campionato europeo UEFA Under-19 e ai tornei a invito come il Torneo di La Manga.
I migliori risultati sportivi raggiunti in ambito UEFA dalla formazione sono le semifinali nelle edizioni di Bielorussia 2009, eliminata dalla Inghilterra, di Italia 2011, eliminata dalla Germania, e di Slovacchia 2016, eliminate dalla Francia, tutte le volte dalle successive vincitrici del torneo.
Ulteriore riconoscimento è stato il premio della miglior giocatrice conferito a Ramona Bachmann nell'edizione di Bielorussia 2009.

## Partecipazioni ai tornei internazionali

### Piazzamenti agli Europei Under-18
- 1998: Non qualificata
- 1999: Non qualificata
- 2000: Non qualificata
- 2001: Non qualificata

### Piazzamenti agli Europei Under-19
- 2002: Fase a gironi
- 2003: Non qualificata
- 2004: Fase a gironi
- 2005: Fase a gironi
- 2006: Fase a gironi
- 2007: Non qualificata
- 2008: Non qualificata
- 2009: Semifinale
- 2010: Non qualificata
- 2011: Semifinale
- 2012: Non qualificata
- 2013: Non qualificata
- 2014: Non qualificata
- 2015: Non qualificata
- 2016: Semifinale
- 2017: Non qualificata
- 2018: Fase a gironi
- 2019: Non qualificata
- 2020 - 2021: Tornei cancellati
- 2022: Non qualificata